# Karol Dziewoński
Karol Dziewoński (* 18. August 1876 in Jarosław; † 6. Dezember 1943 in Krakau) war ein polnischer Chemiker (Organische Chemie). Er befasste sich vor allem mit Farbstoffen.

## Leben
Dziewonski war der Sohn eines Gymnasiallehrers und studierte am Polytechnikum in Lemberg (Lwów) mit dem Abschluss als Chemieingenieur 1901. Er war dort auch Assistent für Organische Chemie und ging nach dem Studium als Assistent an die Universität Fribourg. Für dort angestellte Untersuchungen über Acenaphthene und deren Derivate wurde er 1903 in Lemberg zum Dr. Ing. promoviert. 1904 wurde er Lehrer an der Chemieschule in Mülhausen und 1906 ging er in die Farbstoffindustrie nach Iwanowo. Ab 1911 war er Professor für organische Chemie an der Jagiellonen-Universität in Krakau. Daneben war er Berater einer Farbstoff-Firma in Łódź und befasste sich mit Naphthalen-Derivaten als Farbstoffen. 1939 war er im KZ Sachsenhausen, kam aber 1940 wieder nach Krakau und war an der Untergrunduniversität beteiligt. Er starb 1943 bei einem Straßenbahnunfall.
Von 1924 bis 1937 war er Vorsitzender der Sektion Krakau der Polnischen Chemischen Gesellschaft. Er erhielt den Orden Polonia Restituta (Kommandeur) und das Verdienstkreuz der Republik Polen (1936). 1919 wurde er korrespondierendes und 1923 volles Mitglied der Polnischen Akademie der Wissenschaften. Er war auch Mitglied der Warschauer Wissenschaftlichen Gesellschaft und der Akademie der Technischen Wissenschaften.